# Voo Korean Air 8702
O Voo Korean Air 8702, operado por um Boeing 747-400, partiu do Aeroporto Internacional de Narita, Tóquio, Japão, em 5 de agosto de 1998 às 16h50, para um voo com destino a Seul, com chegada prevista para as 19h20. O mau tempo, incluindo fortes chuvas, em Seul forçou a tripulação a desviar para Jeju. A aeronave decolou de Jeju às 21h07 para Seul. O voo foi liberado para pousar na pista 14R com condições de vento cruzado, já que o vento era de 220 graus a 22 nós. Após o toque, a aeronave saiu da pista. A aeronave caiu em uma vala. O material rodante foi destruído pelo impacto e pela divisão da fuselagem. Após a queda, o interior da aeronave pegou fogo, mas todos os ocupantes conseguiram evacuar a aeronave.
A investigação do EACC determinou que o incidente foi causado pelo uso indevido do reversor de empuxo pelo capitão durante a corrida de pouso e sua confusão sobre as condições de vento cruzado.
No momento do incidente, havia 27 unidades do Boeing 747-400 na frota da Korean Air.

## Aeronave
A aeronave envolvida era um Boeing 747-4B5, prefixo HL7496 entregue à Korean Air em 27 de junho de 1996. Com dois anos e dois meses de idade, era o 21º 747-400 entregue à Korean Air e um dos 27 da frota na época do acidente. Com o número de linha 1083 e o número de fabricação 26400, ele não se envolveu em nenhum incidente sério no período que antecedeu ao incidente.
A aeronave envolvida foi o quarto de cinco Boeing 747 (2 -200, 1 -300, este -400 e 1 -200F) a ser perdido pela Korean Air em um período de 15 anos.

## Incidente
O voo 8702 da Korean Air partiu do Aeroporto Internacional de Narita, Tóquio, para o Aeroporto Internacional Gimpo, em Seul. Devido ao mau tempo, a tripulação foi redirecionada para o Aeroporto Internacional de Jeju. Após o pouso, a aeronave foi rebocada até o terminal principal e os passageiros desembarcaram temporariamente no terminal. Duas horas depois, os passageiros embarcaram novamente na aeronave para o voo de 1 hora de volta a Seul.
A aeronave decolou de Jeju às 21h07 para Seul. O voo foi liberado para pousar na pista 14R com condições de vento cruzado, já que o vento era de 220 graus a 22 nós. Após o pouso, o capitão usou indevidamente os reversores de empuxo de uma forma que o motor nº 1 falhou em fornecer o impulso do reverso. Aliado ao fato de o capitão ter se confundido com as condições de vento cruzado e o primeiro oficial estar preocupado e não prestando atenção ao pouso, o 747 não conseguiu parar antes do final da pista. A aeronave desviou para a direita e caiu em uma vala a 50 nós com a fuselagem se partindo.